# Веслування на байдарках і каное на Європейських іграх 2023 — каное-одиночки, 200 метрів (жінки)
Змагання з веслування на каное-одиночках на дистанції 200 м серед жінок на Європейських іграх 2023 відбулися 22 - 23 червня 2023 року. Участь взяли 14 спортсменок з 14 країн.

## Призери
| Золото                  | Срібло                | Бронза                |
| Дорота Боровська Польща | Людмила Лузан Україна | Марія Корбера Іспанія |

## Розклад
| Заїзд    | Дата      | Час   |
| -------- | --------- | ----- |
| Заїзд 1  | 22 червня | 10:21 |
| Заїзд 2  | 22 червня | 10:28 |
| Півфінал | 22 червня | 17:14 |
| Фінал    | 23 червня | 16:04 |

## Результати

### Заїзди
Перші три човни виходять до фіналу, решта - потрапляють до півфіналу. 
| Місце | Доріжка | Каноїстка            | Країна          | Час    | Примітки |
| ----- | ------- | -------------------- | --------------- | ------ | -------- |
| 1     | 4       | Дорота Боровська     | Польща          | 45.794 | F        |
| 2     | 5       | Марія Корбера        | Іспанія         | 46.594 | F        |
| 3     | 6       | Ліза Ян              | Німеччина       | 47.454 | F        |
| 4     | 3       | Віраг Балла          | Угорщина        | 47.718 | SF       |
| 5     | 2       | Ізебе Еванс          | Велика Британія | 48.958 | SF       |
| 6     | 7       | Данієла Кочу         | Молдова         | 49.546 | SF       |
| 7     | 8       | Габріеле Черепокайте | Литва           | 50.652 | SF       |

| Місце | Доріжка | Каноїстка           | Країна     | Час    | Примітки |
| ----- | ------- | ------------------- | ---------- | ------ | -------- |
| 1     | 5       | Людмила Лузан       | Україна    | 46.218 | F        |
| 2     | 4       | Ванеса Тот          | Хорватія   | 47.694 | F        |
| 3     | 3       | Ежені Доранж        | Франція    | 48.292 | F        |
| 4     | 6       | Міріам Кердікашвілі | Грузія     | 48.460 | SF       |
| 5     | 2       | Беатріз Фернандес   | Португалія | 48.972 | SF       |
| 6     | 8       | Деніса Рагова       | Чехія      | 49.518 | SF       |
| 7     | 7       | Тіяна Арсич         | Сербія     | 51.934 | SF       |

### Півфінал[3]
Перші три човни виходять до фіналу, решта - завершують змагання. 
| Місце | Доріжка | Каноїстка            | Країна          | Час    | Примітки |
| ----- | ------- | -------------------- | --------------- | ------ | -------- |
| 1     | 5       | Віраг Балла          | Угорщина        | 48.531 | F        |
| 2     | 4       | Міріам Кердікашвілі  | Грузія          | 48.758 | F        |
| 3     | 6       | Ізебе Еванс          | Велика Британія | 49.364 | F        |
| 4     | 3       | Беатріз Фернандес    | Португалія      | 50.064 | x        |
| 5     | 7       | Деніса Рагова        | Чехія           | 50.220 | x        |
| 6     | 2       | Данієла Кочу         | Молдова         | 50.242 | x        |
| 7     | 1       | Тіяна Арсич          | Сербія          | 52.020 | x        |
| 8     | 8       | Габріеле Черепокайте | Литва           | 52.092 | x        |

### Фінал[4]
| Місце | Доріжка | Каноїстка           | Країна          | Час    | Примітки |
| ----- | ------- | ------------------- | --------------- | ------ | -------- |
| 1     | 5       | Дорота Боровська    | Польща          | 46.653 |          |
| 2     | 4       | Людмила Лузан       | Україна         | 46.937 |          |
| 3     | 3       | Марія Корбера       | Іспанія         | 47.441 |          |
| 4     | 7       | Ліза Ян             | Німеччина       | 47.789 |          |
| 5     | 6       | Ванеса Тот          | Хорватія        | 48.155 |          |
| 6     | 8       | Віраг Балла         | Угорщина        | 49.011 |          |
| 7     | 2       | Ежені Доранж        | Франція         | 49.589 |          |
| 8     | 1       | Міріам Кердікашвілі | Грузія          | 49.789 |          |
| 9     | 9       | Ізебе Еванс         | Велика Британія | 50.259 |          |